# Polystichum saxicola
Polystichum saxicola är en träjonväxtart som beskrevs av Ren-Chang Ching, H. S. Kung och Li Bing Zhang. Polystichum saxicola ingår i släktet Polystichum och familjen Dryopteridaceae. Inga underarter finns listade.